# Plasticsoep in de Noordelijke Atlantische Oceaan

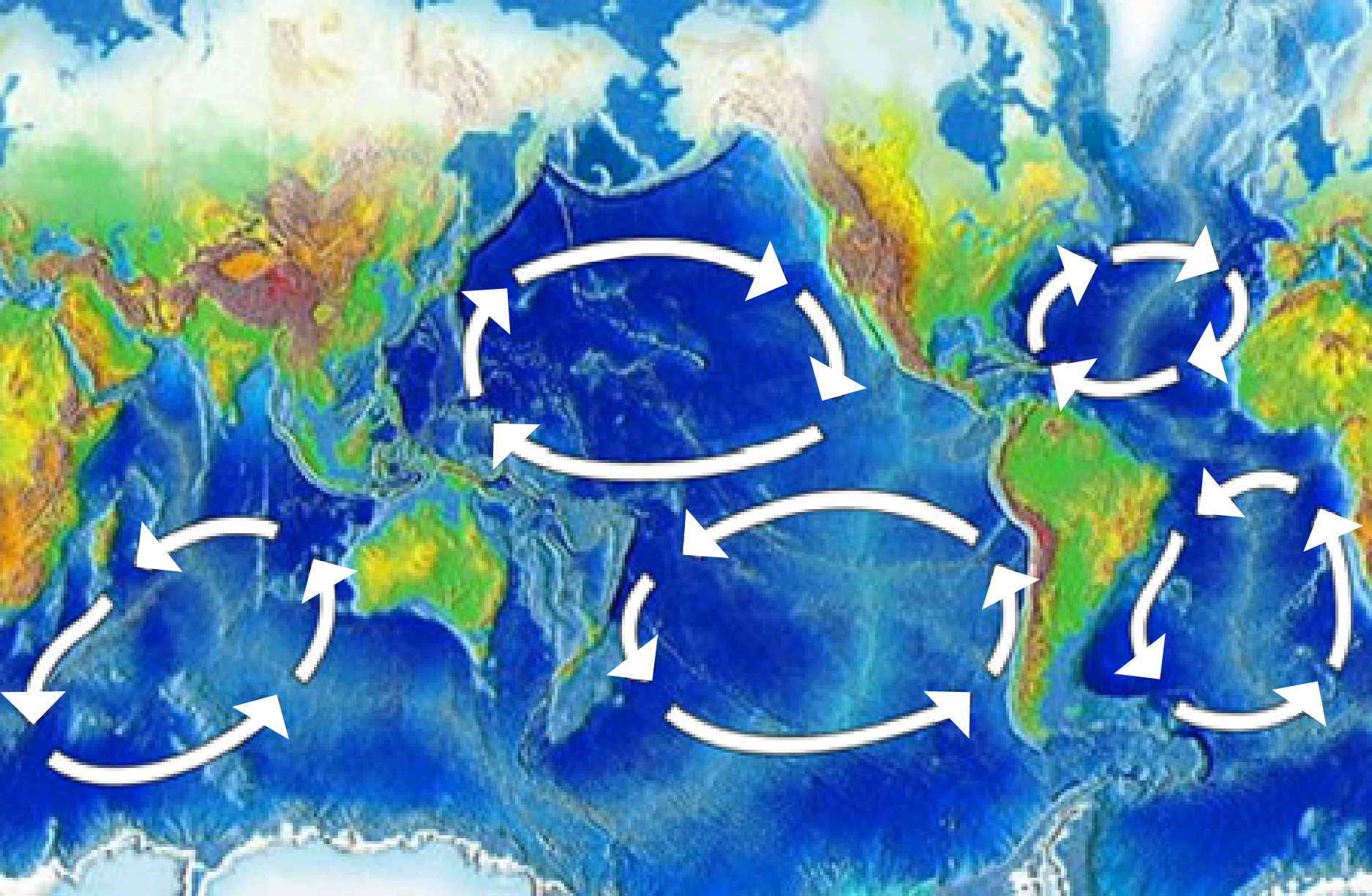
De vijf oceanische gyres

De plasticsoep in de Noordelijke Atlantische Oceaan is een gebied van door de mens veroorzaakt zeeafval dat drijvend in de Noord-Atlantische gyre is aangetroffen. Deze plasticsoep in de Sargassozee in de Atlantische Oceaan werd oorspronkelijk gedocumenteerd in 1972. Er wordt geschat dat de plasticsoep honderden kilometers groot is, met een dichtheid van meer dan 200.000 stukjes afval per vierkante kilometer. De puinzone verschuift tot wel 1600 km per seizoen richting het noorden en zuiden, en drijft ook nog verder naar het zuiden tijdens de El Niño-zuidelijke oscillatie, volgens de National Oceanic and Atmospheric Administration (NOAA).

## Onderzoek
Om de omvang van de accumulatie van zeeafval in het gebied te bestuderen heeft de Sea Education Association (SEA) uitgebreid onderzoek gedaan naar de plasticsoep in de Noordelijke Atlantische Oceaan. Bijna 700.000 studenten van het SEA-semesterprogramma hebben in 23 jaar tijd 6100 fijnmazige netten door de Atlantische Oceaan gesleept. De gyre in de Noord-Atlantische Oceaan bevat plastic vervuiling van de zee in een patroon en hoeveelheid vergelijkbaar met wat is gevonden in de plasticsoep in de Noordelijke Grote Oceaan. Nikolai Maximenko van de Universiteit van Hawaï in Honolulu heeft onderzoek gedaan naar de stromingen die het afval transporteren tussen Hawaii, de plasticsoep in de Noordelijke Grote Oceaan en de gyres in de Atlantische Oceaan.

## Effect op dieren en mensen
Met het eten van hun normale voedselbron, kan de inname van plastic onvermijdelijk zijn voor dieren in het wild, en verschillende exemplaren zijn dood aangetroffen met overvloedige hoeveelheden onverteerbaar afval in hun lichaam. Dieren die dood zijn gegaan door het inslikken van plastic en niet aan de kust aanspoelen, ontbinden uiteindelijk in de oceaan, waardoor de plastics opnieuw in het ecosysteem terechtkomen en weer worden geconsumeerd. Hoewel de plasticsoep nauwelijks zichtbaar is van bovenaf, wordt geschat dat 70% van het afval zich op de oceaanbodem bevindt, waar microplastics van slechts millimeters breed op bijna elk niveau van de voedselketen impact hebben. De kunststoffen bevatten ook gevaarlijke microben die niet vaak in het milieu worden aangetroffen, waardoor hun toxische effect op het zeeleven wordt vergroot. Mensen consumeren uiteindelijk het zeeleven en eten zo dezelfde gifstoffen en kunststoffen die geconsumeerd worden door dieren in het wild.

## Bewustmakings- en opruimingsinspanningen
Op 11 april 2013 richtte kunstenaar Maria Cristina Finucci The Garbage Patch State op bij UNESCO in Parijs om bewustzijn voor de plasticsoepen te creëren. De Garbage Patch State omvat meer dan 16.000.000 kilometer en omvat alle vijf oceanische plasticsoep-eilanden. Dit was de eerste van een reeks evenementen onder auspiciën van UNESCO en van het Italiaanse Ministerie van Milieu, waardoor een reeks kunsttentoonstellingen over de hele wereld georganiseerd werden om aandacht te vestigen op de omvang en de ernst van de platsicsoepen en om bewustzijn en actie aan te moedigen. Omdat veel van het plastic is tot een klein formaat uiteen gevallen is, zijn grote opruimingsinspanningen als "onmogelijk ... beschouwd zonder ook de zeeorganismen te verwijderen". De Nederlandse uitvinder Boyan Slat en zijn non-profitorganisatie The Ocean Cleanup hebben technologie ontwikkeld om de oceanen schoon te maken van plastic door grotere stukken samen te drijven voor een efficiëntere opruiming. De schoonmaak begint als eerste in de plasticsoep in de Noordelijke Grote Oceaan en uiteindelijk naar de andere plasticsoepen over de hele wereld te gaan.